# Crocidura hutanis
Crocidura hutanis — вид ссавців родини Soricidae. Він відомий лише на півночі Суматри в Індонезії.